# Villanueva de los Infantes (Valladolid)
Villanueva de los Infantes es una localidad y un municipio de España perteneciente a la provincia de Valladolid, en la comunidad autónoma de Castilla y León.

## Geografía humana

### Demografía
Cuenta con una población de 112 habitantes (INE 2024).
| Gráfica de evolución demográfica de Villanueva de los Infantes entre 1842 y 2021                                      |
| |
| Población de derecho según los censos de población del INE. Población de hecho según los censos de población del INE. |

## Monumentos
- Iglesia Parroquial de Santa María la Mayor: de estilo románico, del siglo XV, con frescos de la última cena entre otros que datan de ese mismo siglo. Diferentes esculturas y un retablo de siglo XVII se conjuntan perfectamente con la modernidad de la última restauración.

## Fiestas
- 8 de septiembre: Virgen de la Torrecilla. Es el día de la patrona, donde se celebra la Santa Misa en su honor, posteriormente el pueblo procesiona a la Virgen por todo el pueblo, acompañado por gaitas y bailando la tradicional Jota castellana. Para finalizar la celebración religiosa se canta La Salve y se procede al habitual besapiés. Por último, comienza la celebración gastronómica con un Vermut Castellano en el Bar el Gallo.[2]
- Primera semana de agosto: se celebra la semana cultural de gran interés gastronómico y cultural.
- Cada primer domingo de septiembre se celebra el cross popular de la localidad con una distancia de aproximadamente 6 km. Tras el evento se da paso a una chocolatada con churros.